# Тор Егіл Йогансен
Тор Егіл Йогансен (норв. Tor Egil Johansen, нар. 8 серпня 1950, Осло) — норвезький футболіст, що грав на позиції півзахисника за клуби «Скейд» та «Ліллестрем», а також національну збірну Норвегії.

## Клубна кар'єра
У дорослому футболі дебютував 1969 року виступами за команду «Скейд», в якій провів сім сезонів. 1974 року допоміг команді вибороти титул володаря Кубка Норвегії.
1976 року перебрався до лав лідера тогочасного норвезького футболу клубу «Ліллестрем». Відіграв за його команду два сезони, в обох з яких ставав у її складі чемпіоном Норвегії.
Завершував ігрову кар'єру в рідному «Скейді», кольори якого захищав протягом 1978–1980 років.

## Виступи за збірні
Протягом 1970–1972 років залучався до складу молодіжної збірної Норвегії. На молодіжному рівні зіграв в 11 офіційних матчах, забив 1 гол.
1971 року дебютував в офіційних матчах у складі національної збірної Норвегії. Загалом протягом кар'єри у національній команді, яка тривала 10 років, провів у її формі 52 матчі, забивши 7 голів. У 14 іграх виводив збірну на поле у статусі її капітана.

## Титули і досягнення
- Володар Кубка Норвегії (2):

«Скейд»: 1974
«Ліллестрем»: 1977
- Чемпіон Норвегії (2):

«Ліллестрем»: 1976, 1977